# Murchison (Meteorit)
Koordinaten: 36° 37′ 0″ S, 145° 12′ 0″ O

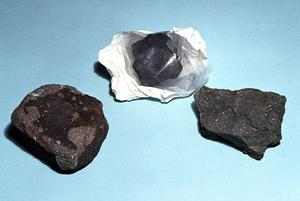
Die kohligen Chondrite Allende, Tagish Lake und Murchison

Murchison ist ein CM2-Chondrit, der am 28. September 1969 in der Nähe von Murchison in Victoria, Australien, fiel. Es wurden etwa 100 kg an Material von diesem Meteoriten geborgen.
Murchison ist ein sehr primitiver kohliger Chondrit und damit für die Forschung besonders interessant, da das Material von Murchison zu den ursprünglichsten Stoffen des Sonnensystems gehört, welches zur Verfügung steht. Dementsprechend oft wurde er untersucht. In diesem Meteoriten wurden sehr viele organische Verbindungen entdeckt, darunter auch Aminosäuren, welche für biologische Prozesse des irdischen Lebens wichtig sind. Außerdem wurden Diaminosäuren nachgewiesen, die als Vorläufer des ersten genetischen Materials auf der Erde diskutiert werden. Dies war der erste Nachweis von Aminosäuren in extraterrestrischem Material. Wichtig war hier auch, dass die Fragmente nach dem beobachteten Fall schnell aufgesammelt wurden, sodass eine Verunreinigung mit irdischem Material weitgehend verhindert wurde.
Daneben konnten in diesem Meteoriten bisher auch 40 verschiedene Minerale bzw. deren Varietäten nachgewiesen werden (Stand 2015). Für die Minerale Murchisit und Warkit gilt der Meteorit zudem als Typlokalität. Weitere Mineralfunde sind unter anderem Calcit, Chromit, Diamant, Eskolait, Graphit, gediegenes Eisen und dessen nickelhaltige Varietät Kamacit (Balkeneisen), Nephelin, Spinell, Tochilinit und Whewellit sowie verschiedene Olivine, Klionpyroxene (Davisit-reiche Diopsid-Kushiroit-Grossmanit-Mischkristalle) und Serpentine. Eine weitere Besonderheit ist der Nachweis von Fullerenen.

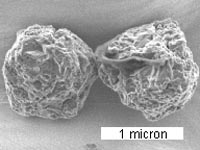
Präsolares Mineral des Meteoriten

Im Januar 2020 veröffentlichten Wissenschaftler in der Fachzeitschrift PNAS Forschungsergebnisse, denen zufolge Siliciumcarbid-Partikel des im Murchison-Meteoriten enthaltenen Sternenstaubs vor etwa sieben Milliarden Jahren entstanden und der Meteorit damit präsolare Minerale enthält – das älteste Material, das bis dato auf der Erde gefunden wurde.
Im April 2022 wurde eine vervollständigte Liste der Nukleinsäurebasen veröffentlicht, die in dem Meteoriten gefunden wurden.